# فابريس برون
فابريس برون (بالفرنسية: Fabrice Brun) هو سياسي فرنسي، ولد في 2 أبريل 1968 في أفينيون في فرنسا. حزبياً، نشط في الجمهوريون. وقد انتخب نائب فرنسي عن دائرة Ardèche's 3rd constituency ‏ وقد انضم خلال فترته النيابية ‏ (21 يونيو 2017 – )  للكتلة البرلمانية Republican Right group ‏.